# Erythrodiplax melanica
Erythrodiplax melanica – gatunek ważki z rodziny ważkowatych (Libellulidae).